# Ourisia crosbyi
Ourisia crosbyi är en grobladsväxtart som beskrevs av Leonard C. Cockayne. Ourisia crosbyi ingår i släktet Ourisia och familjen grobladsväxter. Inga underarter finns listade i Catalogue of Life.